# Aleksej Suvorin
Aleksej Sergejevitj Suvorin (ryska: Алексей Сергеевич Суворин), född 23 september 1834 (11 september enligt g.s.), död 24 augusti 1912 (11 augusti enligt g.s.) i Tsarskoje Selo, var en rysk publicist, journalist och författare.
Suvorin var först lärare i Voronezj, men flyttade snart till Moskva, där han verkade som journalist och även skrev folkliga småskrifter. Efter att ha flyttat till Sankt Petersburg 1863 medverkade han i tidningen Peterburgskija vedomosti, där han under pseudonymen A. Bobrovskij publicerade en mängd artiklar, som gavs ut i bokform 1886 med titeln Vsiakie ("Allehanda"), något som gav honom fängelsestraff. Under pseudonymen Neznakomets skrev han i samma tidning artiklar med socialpolitiskt innehåll, företrädesvis riktade mot Michail Katkovs och Vladimir Mesjtjerskijs reaktionära politik. Efter att ha varit medarbetare i Vestnik Jevropy mellan 1869 och 1872 övertog han 1876 ledningen av Novoje vremja, med vilken han fick stor framgång, även om han själv sällan skrev i tidningen.
Förutom en roman och några komedier författade Suvorin dramerna Tatiana Repina och (tillsammans med Viktor Burenin) Medea, som fick stora framgångar och trycktes i flera upplagor. Han grundade dessutom ett mycket ansett bokförlag.